# Лилонгве (река)
Лило́нгве (англ. Lilongwe) — одна из основных рек Малави, впадает в озеро Ньяса, протекает по территории округов Лилонгве, Дова и Салима в западной части страны. Порожиста. Несудоходна. В честь Лилонгве названа столица Малави.
Длина реки составляет 190 км. Максимальный расход воды около устья — 963 м³/с.
Лилонгве начинается в горах Дзаланьяма на территории заповедника Дзаланьяма в южной части округа Лилонгве. В верховье на реке устроено водохранилище Камузу. Генеральным направлением течения Лилонгве является северо-восток. В среднем течении пересекает столицу Малави. Впадает в Ньясу на высоте 472 м над уровнем моря к юго-востоку от города Салима.
Крупнейший приток: Линтипе.